# Cellaria parafistulosa
Cellaria parafistulosa är en mossdjursart som beskrevs av Jean-Loup d'Hondt och Gordon 1999. Cellaria parafistulosa ingår i släktet Cellaria och familjen Cellariidae. Inga underarter finns listade i Catalogue of Life.